# David H. Hubel
David Hunter Hubel, född 27 februari 1926 i Windsor, Ontario, Kanada, död 22 september 2013 i Lincoln, Massachusetts, USA, var en kanadensisk neurofysiolog. År 1981 erhöll han, tillsammans med Torsten Wiesel och Roger W. Sperry, Nobelpriset i fysiologi eller medicin för deras upptäckter om informationsbehandling i det visuella systemet. År 1978 tilldelades Hubel och Wiesel Louisa Gross Horwitz-priset från Columbia University.
och 1983 mottog Hubel guldplaketten av American Academy of Achievement.

## Biografi
Hubel föddes av amerikanska föräldrar 1926. Hans farfar emigrerade som barn till USA från den bayerska staden Nördlingen. År 1929 flyttade hans familj till Montreal, där han tillbringade sina ungdomsår. Hans far var kemiingenjör och han utvecklade ett stort intresse för vetenskap redan från barndomen och gjorde många experiment inom kemi och elektronik. Från ålder sex till arton gick han på Strathcona Academy i Outremont, Quebec om vilken han sa, "[Jag är skyldig] mycket till de utmärkta lärarna där, särskilt till Julia Bradshaw, en hängiven, livlig historielärare med ett minnesvärt irländskt humör, som väckte mig till möjligheten att lära mig att skriva läsbar engelska." Han studerade matematik och fysik vid McGill University, och började sedan på läkarlinjen där. "
Under en stor del av sin karriär arbetade Hubel som professor i neurobiologi vid Johns Hopkins University och Harvard Medical School. Han valdes till utländsk medlem av Royal Society (ForMemRS) 1982.

## Vetenskaplig forskning
År 1946 flyttade Hubel till USA för att arbeta vid Johns Hopkins School of Medicine som biträdande stipendiat i neurologi. Han uttogs senare till amerikanska armén och tjänstgjorde vid Walter Reed Army Institute of Research (WRAIR). Där började han spela in signaler från den primära visuella cortexen hos sovande och vakna katter. På WRAIR uppfann han den moderna metalliska mikroelektroden av Stoner-Mudge lack och volfram, och den moderna hydrauliska mikrodriften, för vilka han var tvungen att lära sig grundläggande mekanikerfärdigheter för att kunna framställa. År 1958 återvände han till Johns Hopkins och inledde sitt samarbete med Wiesel, och upptäckte orienteringselektivitet och kolumnär organisation i den visuella cortexen. Ett år senare började han arbeta på fakulteten vid Harvard University och 1981 blev han en av grundarna av World Cultural Council. Åren 1988 och 1989 var han ordförande för Society for Neuroscience. 
Hubel- och Wieselexperimenten utvidgade den vetenskapliga kunskapen om sensorisk bearbetning avsevärt. Partnerskapet varade i över tjugo år och de blev kända som ett av de mest framstående forskningsparen inom vetenskapen. I ett experiment, gjort 1959, satte de in en mikroelektrod i den primära visuella cortexen hos en bedövad katt. De projicerade sedan mönster av ljus och mörker på en skärm framför katten. De fann att vissa nervceller avfyrade snabbt när de presenterades med linjer i en viss vinkel, medan andra svarade bäst på en annan vinkel. Några av dessa nervceller svarade olika på ljusa mönster och mörka mönster. Hubel och Wiesel kallade dessa neuroner enkla celler. Andra neuroner, som de kallade komplexa celler, upptäckte kanter utan hänsyn till var de förlades i neuronen mottagliga fält och kunde företrädesvis upptäcka rörelse i bestämda riktningar. Dessa studier visade hur det visuella systemet konstruerar komplexa representationer av visuell information från enkla stimulansfunktioner.
Hubel och Wiesel fick Nobelpriset för två stora bidrag: för det första deras arbete på 1960- och 1970-talen med utvecklingen av det visuella systemet, som omfattade en beskrivning av okulära dominanskolumner; och för det andra deras arbete med att skapa en grund för visuell neurofysiologi, som beskriver hur signaler från ögat bearbetas av visuella paket i neo-cortex för att generera kantdetektorer, rörelsedetektorer, stereoskopiska djupdetektorer och färgdetektorer, alla byggstenar i den visuella scenen. Genom att beröva kattungar möjligheten att använda ett av ögonen visade de att kolumner i den primära visuella cortex som fick ingångar från det andra ögat tog över de områden som normalt skulle få input från det skymda ögat. Detta har viktiga konsekvenser för förståelsen av försakad amblyopi, en typ av visuell förlust på grund av ensidiga visuella förhinder under den så kallade kritiska perioden. Dessa kattungar utvecklade inte heller områden som fick input från båda ögonen, en funktion som behövs för binokulär syn. Dessa studier öppnade dörren för förståelse och behandling av tidig grå starr och skelning. De var också viktiga i studien av cortrial plasticitet.